# António Pereira Rego
António Pereira Rego (Ponte de Lima, 1629 - 1692), cavaleiro da Ordem de Cristo, foi um especialista em caça, montaria e hipismo, no século XVII.
Esteve ao serviço do Reino de Portugal, numa campanha militar contra o estrangeiro inimigo e onde mostrou ser um exímio combatente de cavalaria. 
Escreveu um "tratado" de maneio, sobre como cuidar e lidar com os cavalos[];
- «Instruçam da Cavallaria de Brida. Tratado Único. Dedicada ao Invicto Martyr S. Jorge, Tribuno da Milicia Romana, Defensor da Igreja Catholica, Antigo Patrão de Portugal, com hum copioso Tratado de Alveitaria», edição em Coimbra, na Officina de Joan Antunes, ano MDCXCIII (1693)[4]

Segundo Diogo Barbosa Machado, era de ascendência nobre, filho de Fernando Pereyra Rego e Margarida Salgado